# Pietro Durazzo (Doge, 1632)
Pietro Durazzo (* 1632 in Genua; † 31. Juli 1699 ebendort) war der 128. Doge der Republik Genua und König von Korsika.

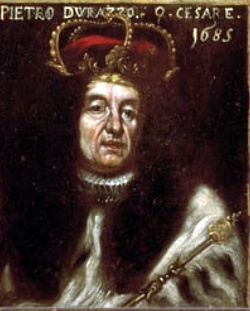
Pietro Durazzo

## Leben

Wappen der Familie Durazzo

### Anfangsjahre
Als Sohn des ehemaligen Dogen Cesare (1665–1667) und Giovanna Cervetto, Bruder des späteren Kardinals Marcello Durazzo, Neffe von Pietro Durazzo (Doge 1619–1621), wurde er 1632 in Genua geboren, wo er am 14. Juli in der Kirche von San Vincenzo getauft wurde. Am 10. Dezember 1640 wurde er in das Goldene Buch des genuesischen Adels eingetragen. Wahrscheinlich erhielt Pietro Durazzo, wie sein Bruder Marcello, eine höhere Ausbildung in Rechtswissenschaften.
Eine private Reise nach Wien im Jahr 1659 veranlasste die Regierung der Republik Genua, Durazzo zum Außerordentlichen Botschafter am Hof zu ernennen. Er erhielt den Auftrag, eine etwaige Verhandlung zwischen dem Marchese von Fosdinovo und dem Großherzog der Toskana über die Abtretung des für Genua strategisch wichtigen Lehens Lunigiana zu untersuchen. Die Vereinbarung wurde in einem Schreiben von Pietro Durazzo, das am 15. März aus der österreichischen Hauptstadt geschickt wurde, als unmöglich und eher unwahrscheinlich bezeichnet. Bereits am 22. April befand sich der Außerordentliche Botschafter nach einem kurzen Zwischenstopp in Graz auf dem Rückweg.
Zurück in der ligurischen Hauptstadt wurde er 1660 in den Magistrat der Sanità gewählt und war bis 1662 erneut Konsul der Tauschmessen, die damals in der Stadt Novi Ligure abgehalten wurden. Zwischen 1662 und 1665 war er einer der Vorsitzenden der Stadtverwaltung und einer der Schirmherren der Banco di San Giorgio. In den zwanzig Jahren zwischen 1660 und 1683 bekleidete er verschiedene institutionelle Ämter in Patronaten und Magistraten: Schutzherr der Waisen (1666), Magistrat der Tauschgeschäfte und des Wohlstands(1668), Magistrat des Arsenale (1669), Besucher der armen Gefangenen (1676) und Schutzherr des Ospedale di Pammatone (1682–1683).
Bei Ausbruch der Feindseligkeiten mit dem Herzogtum Savoyen von Karl Emanuel II. wurde Pietro Durazzo 1672 von der genuesischen Regierung zum Mitglied eines außerordentlichen Regierungsrates ernannt. Er wurde Senator und dann Gouverneur der Republik in der zweijährigen Periode 1674–1675, wo er den Handelsrat und den Rat für Streitigkeiten zwischen Handwerkern und zahlungsunfähigen Kunden leitete. Er war noch Magistrat im Arsenal, im Münzamt, im Marinerat, oberster Syndikator (1677), Friedenswächter, Staatsanwalt, Mitglied des Kriegsamtes und Schutzherr der Banco di San Giorgio (1683).
In den folgenden Jahren, die von starken diplomatischen und politischen Spannungen zwischen der Republik Genua und dem Frankreich Ludwigs XIV. geprägt waren, machte der Adlige Pietro Durazzo aus seiner pro-französischen Haltung (im Gegensatz zu einer pro-spanischen Politik oder einer größeren „wirtschaftlich-militärischen Unabhängigkeit der Republik“, die von anderen Genueser Adelsfamilien unterstützt wurde) nie einen Hehl. Er versuchte immer wieder jeden Regierungsakt zum Nachteil der Franzosen zu unterbinden und forderte die Regierung immer wieder zu einem Dialog mit der französischen Krone auf. Ein Schlusspunkt erfolgte im Mai 1684 mit dem schweren und zerstörerischen Seebombardement der Flotte Ludwigs XIV. gegen die Stadt Genua. Auch bei dieser Gelegenheit, kurz vor dem Ultimatum des Marquis Colbert von Seignelay an die Regierung von Genua, war Pietro Durazzo eines der vier Mitglieder des Kleinen Rates der Republik (von insgesamt 200 Mitgliedern, neben den 20 Mitgliedern der Kollegien, dem Dogen und den Prokuratoren), die gegen die negative Antwort stimmten, die kurz darauf die französische Bombardierung auslöste.
Aus offensichtlichen Gründen schien sein Name im außerordentlichen Kriegsrat unter dem Vorsitz des Dogen Francesco Maria Imperiale Lercari nicht auf. Nachdem er jedoch zu einer pro-französischen Minderheit im Kleinen Rat gehörte und die Befugnisse des Rates mit der Einstellung der Feindseligkeiten eingeschränkt wurden, übernahm er im November 1684 die Vertretung eines ihrer Mitglieder und bereitete zusammen mit anderen Persönlichkeiten die Grundlage für einen dringend benötigten Frieden mit dem Souverän Ludwig XIV. vor, indem er dessen Bedingungen im Februar 1685 akzeptierte. Der endgültige Akt der „Wiedergutmachung“ wurde am 15. Mai 1685 besiegelt, als sich der Doge Imperiale Lercari und andere Vertreter der Institutionen in das Schloss Versailles begeben mussten, um in einer halbsurrealen und fast spöttischen Atmosphäre die öffentliche Entschuldigung der Republik Genua vor dem „Sonnenkönig“ für die Ereignisse von 1684 vorzubringen.
Als die zweijährige Amtszeit des Dogen Francesco Maria Imperiale Lercari ablief, suchten die verschiedenen Parteien, die sich nun in pro-französische und pro-spanische Kräfte aufteilten, unter den verschiedenen Kandidaten nach einer neuen Persönlichkeit an der Spitze des genuesischen Staates. Von der Abstimmung ausgeschlossen war der von den Spaniern unterstützte Kandidat Nicolò Baliani. Pietro Durazzo gewann mit 262 Stimmen vor dem anderen Favoriten Giovan Carlo Brignole (der ebenfalls von den der spanischen Politik nahestehenden Adligen favorisiert wurde) und den anderen Kandidaten Francesco Maria Balbi, Francesco Maria Sauli, Oberto Della Torre und Agostino Viale.

### Dogeat und letzte Jahre
Am 23. August 1685 zum neuen Dogen von Genua gewählt – dem 83. in zweijähriger Folge und dem 128. in der Geschichte der Republik – widmete sich Pietro Durazzo in seiner Amtszeit fast ausschließlich dem Wiederaufbau der genuesischen Hauptstadt nach dem verheerenden französischen Seebombardement im Jahr zuvor. Als Doge wurde er auch mit dem damit verbundenen zweijährigen Amt des Königs von Korsika ausgestattet.
Nach dem Ende seines Dogeats am 23. August 1687, dem die Ernennung zum ewigen Prokurator folgte, diente er dem Staat weiterhin in verschiedenen Positionen als Kriegsmagistrat (1688, 1692, 1693, 1695, 1697), unter den Staatsanwälten (1689, 1694, 1696), im Amt für Korsika und im Marinerat; außerdem bekleidete er das Ehrenamt des Priors von San Giovanni Battista.
Kurioserweise und aufgrund des offensichtlichen Einflusses eines Adligen war Pietro Durazzo auch bei den Dogenwahlen von 1693 und 1697 unter den Kandidaten (die Reform von 1576 schloss nämlich eine zweite oder weitere Amtszeit für einen ehemaligen Dogen nicht aus). In beiden Wahlen belegte er den zweiten Platz bei den Abstimmungen (289 und 282 Stimmen), die zu den Ernennungen der Dogen Francesco Invrea und Francesco Maria Sauli führten.
Nachdem er am 2. August 1694 sein Testament verfasst hatte, starb er am 31. Juli 1699 in Genua und wurde in der Kirche Santa Maria della Consolazione beigesetzt.

## Privatleben
Aus seiner Ehe mit Violante (oder Maria Violante) Garbarino am 3. August 1659 gingen folgende Kinder hervor: Cesare, Stefano (Doge in den Jahren 1734–1736), Carlo Gerolamo (Jesuit) und zwei Söhne, die wenige Tage nach ihrer Geburt starben; seine beiden Töchter Maria Aurelia und Maria Giovanna traten in das Kloster Nostra Signora della Misericordia ein.